# Proterhinus abundans
Espèce
Proterhinus abundans est une espèce d'insectes appartenant à la famille des Belidae.